# 장피에르 폰넬

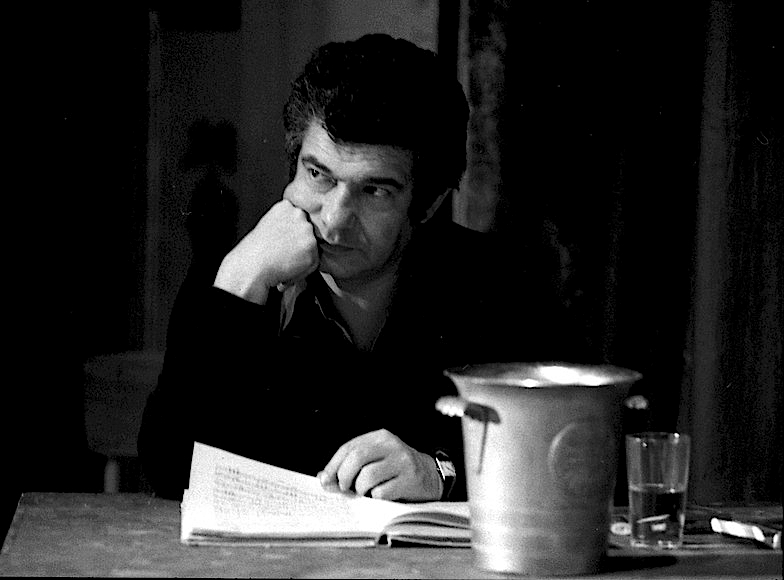
J장피에르 폰넬, 1980.

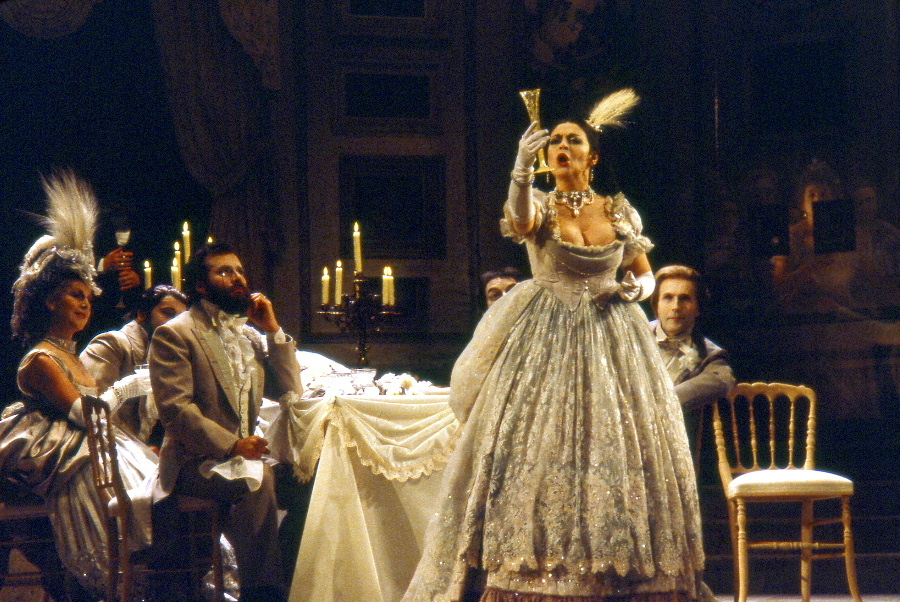
Catherine Malfitano, Traviata, 1980.

장피에르 폰넬(Jean-Pierre Ponnelle 1956년 2월 19일 프랑스 파리시~ 1988년 8월 11일 독일 뮌헨)은 세계적으로 유명한 프랑스인 오페라 연출가이다.
폰넬은 프랑스 파리에서 태어나, 철학과 미술, 역사를 공부하였다. 그는 1952년 독일에서 한스 베르너 헨제의 오페라 《고독의 거리》 연출에서 무대 디자이너로 첫발을 내디뎠다. 1962년 폰넬은 처음으로 뒤셀도르프에서 리하르트 바그너의 《트리스탄과 이졸데》를 연출하였다. 1981년 바이로이트 축제에서 폰넬이 맡은 《트리스탄과 이졸데》 연출은 역사상 미학적으로 가장 아름다운 연출 중 하나라 널리 칭송되었다. 1988년 8월 11일 폰넬은 독일의 뮌헨에서 폐색전증으로 사망하였다.

## 참고
- "Jean-Pierre Ponnelle, 56, Is Dead; Was Opera Director And Designer", New York Times, August 12, 1988
- 장피에르 폰넬의 부고: "Grand operator", The Guardian, (London), August 13, 1988